# Jean-Baptiste Roche
 (février 2016).
Jean-Baptiste Roche (1861-1954), souvent désigné comme "le Colonel Roche", est principalement connu pour avoir fondé, en France, la toute première école d'ingénieurs aéronautiques au monde, devenue par la suite l'ISAE-SUPAERO. 

## Biographie
Jean-Baptiste Roche naît le 24 juin 1861 à Eyguières, en Provence.
Polytechnicien (X 1881), il effectue d'abord une carrière militaire d'officier dans l'arme du Génie qu'il interrompt avec le grade de colonel.
Alors qu'il perçoit les premiers signes de l'émergence d'une nouvelle industrie, la construction aéronautique, il entreprend à titre privé de fonder, dès 1909, l'École supérieure d'aéronautique et de constructions mécaniques, projet pour lequel il reçoit l'appui de personnalités politiques, académiques et industrielles.
Il dirige l'école jusqu'à ce que l'État, au vu du développement pris par l'aéronautique, décide sa nationalisation en 1930, et la place sous l'égide du ministère de l'Air récemment créé. Ce dernier la dote d'importants moyens et de nouveaux locaux boulevard Victor ; elle devient l'ENSA, puis l'ENSAE et sera délocalisée à Toulouse en 1968. Connue du public sous le diminutif de "Sup'Aéro", elle est désormais devenue l'ISAE-SUPAERO (Institut supérieur de l'aéronautique et de l'espace). 
Le colonel Roche meurt le 10 janvier 1954 à Saint-Jean-Cap-Ferrat.
L'une des voies d'accès au campus, situé au sein du complexe scientifique de Rangueil en périphérie sud-est de Toulouse, est baptisée en son nom : avenue du Colonel-Roche.

## Décorations
- grand officier de la Légion d'honneur (1949)
- Médaille de l'aéronautique (1947)

### Sites Internet
- « Cote 19800035/124/15690 », base Léonore, ministère français de la Culture
- Roche Jean-Baptiste (X1881), sur le site de la bibliothèque de l’École polytechnique.
- Roche, Jean Baptiste (X 1881 ; 1861-1954), sur le site de la bibliothèque de l’École polytechnique.
- Biographie et photos du colonel Roche sur le site du projet HISIS (Histoire de l'ISAE)
- Histoire de la création de l'école, circonstances et motivations sur HISIS
- Monographie "1928-1940 Deux retours à l’aviation" (Jean et Thierry Kerisel) : histoire de la nationalisation de l'école
- Livre "Non à l'oubli!: L'incroyable aventure française dans le ciel" p.36
- Grandes étapes de l'histoire de SUPAERO et des évolutions du cursus ingénieur